# امبوهیماندراس، انتانیفاتسی
امبوهیماندراس، انتانیفاتسی (به لاتین: Ambohimandroso, Antanifotsy) یک سکونتگاه مسکونی در ماداگاسکار است که در واکینانکاراترا واقع شده‌است.

## خصوصیات
امبوهیماندراس ۲۴٬۰۰۰ نفر جمعیت دارد و ۱٬۵۶۳ متر بالاتر از سطح دریا واقع شده‌است.